# Katedra św. Szczepana w Wiedniu
Katedra Świętego Szczepana (niem. Stephansdom, Domkirche St. Stephan) – duma i jeden z symboli Wiednia, znana z licznych przedstawień w dziejach malarstwa i grafiki. Wznosi się pośrodku Stephansplatz w sercu najstarszej części miasta.
Katedra jest najważniejszą i jedną z najstarszych świątyń w stolicy Austrii. Początkowo kościół farny w 1365 świątynia stała się siedzibą kapituły, od 1469/1479 biskupstwa wiedeńskiego, które w 1723 zostało podniesione do rangi arcybiskupstwa. Zbudowana została w latach 1230/1240-1263 w stylu późnoromańskim, a następnie ją rozbudowywano od XIV do początku XVI w. Wówczas to katedra otrzymała obecną gotycką formę.
Katedra ta należy do największych świątyń europejskich, jej całkowita długość wynosi 107, zaś szerokość 34 metry. Ponad dachami katedry wznoszą się cztery wieże: najwyższa z nich potocznie nazywana Steffl ma 136,4 metry wysokości, podczas gdy północna (której budowy nigdy nie ukończono) zaledwie 68 metrów. Zachodnią fasadę katedry flankują dwie oktagonalne wysokie na 65 metrów wieże. Spośród dwudziestu dwóch dzwonów zawieszonych w wieżach najsławniejszy jest zawieszony w wieży północnej Pummerin, który znany jest od 1711 r., obecny pochodzi z połowy XX w. Do wnętrza świątyni prowadzi kilka wejść, z których najbardziej znane są późnoromańska Brama Olbrzymów oraz bramy Biskupia i Śpiewaków z bogata gotycką dekoracją rzeźbiarską. Ostatnią z nich zdobią figury jednego z głównych fundatorów katedry Rudolfa IV i jego małżonki.
Świątynia kryje liczne dzieła sztuki gotyckiej oraz barokowej m.in. gotycki ołtarz z Wiener Neustadt, monumentalny grobowiec Fryderyka III – dzieło Mikołaja z Lejdy, późnogotycką kazalnicę wykonaną prawdopodobnie przez Antona Pilgrama oraz kilkanaście barokowych ołtarzy, w tym główny z obrazem przedstawiającym męczeńską śmierć Świętego Szczepana, pierwszego męczennika w dziejach chrześcijaństwa. W podziemiach znajdują się groby książąt z austriackiej linii Habsburgów i ważnych osobistości Austrii. Ważny ośrodek kultu maryjnego, w południowej nawie znajduje się cudowny obraz Matki Boskiej z Pócs.

## Patrocinium
Głównym patronem świątyni jest święty Szczepan, pierwszy ze znanych męczenników chrześcijańskich, o którym wspominają w Biblii Dzieje Apostolskie. Wezwanie to nadali inicjatorzy budowy kościoła, Leopold IV i biskupi Pasawy, których siedziba katedra w Pasawie, jest także dedykowana św. Szczepanowi. Biskupstwo pasawskie, któremu Wiedeń był podporządkowany do 1469/1479 r. założył w 739 św. Bonifacy. Trójnawowy chór, którego poświęcenie miało miejsce w 1340 r. posiada trzy wezwania, prezbiterium dedykowane jest Wszystkim Świętym oraz św. Szczepanowi, nawa północna chóru Marii Pannie zaś południowa Dwunastu Apostołom.

## Historia
Obecna katedra jest trzecią świątynią znajdującą się w tym miejscu. Dwie z nich powstały za czasów panowania miejscowej dynastii Babenbergów; z pierwszej zachowały się jedynie relikty w podziemiach obecnej katedry, z drugiej zachowała się częściowo fasada zachodnia. Obecny gotycki kościół powstał od XIV i XVI w. jest jedną z najważniejszych fundacji władców z dynastii Habsburgów w średniowieczu.

### Czasy Babenbergów i dwa romańskie kościoły
Pierwsza dekada XII w. jest uważana za datę rozpoczęcia realizacji inwestycji, której inicjatorami byli biskupi Pasawy oraz książę bawarski Leopold IV, którzy ustanowili w rozwijającym się Wiedniu nową parafię. Wówczas w Wiedniu, który przeżywał rozwój gospodarczy i urbanistyczny były dwie parafie: najstarsza – św. Ruperta oraz św. Piotra. Świątynię erygował w 1137 r. biskup pasawski Reginbert von Hagenau. Miało to miejsce za panowania króla niemieckiego Konrada III Hohenstaufa. Niebawem na podstawie pierwotnej, romańskiej, trójnawowej świątyni z transeptem i wydzielonym prezbiterium, za panowania ostatnich Babenbergów, wzniesiono nowy większy kościół o formach późnoromańskich i wczesnogotyckich. Pożar w 1258 zniszczył niemal całkowicie kościół. Do dziś zachowały się elementy tej świątyni w dolnych partiach zachodniej fasady: portal zw. Riesentor, dolne kondygnacje wież zachodnich zwanych Wieżami Pogan (Heidentürme) oraz niewielkie fragmenty pierwotnego chóru zachodniego.

### Czasy Habsburgów i kościół gotycki

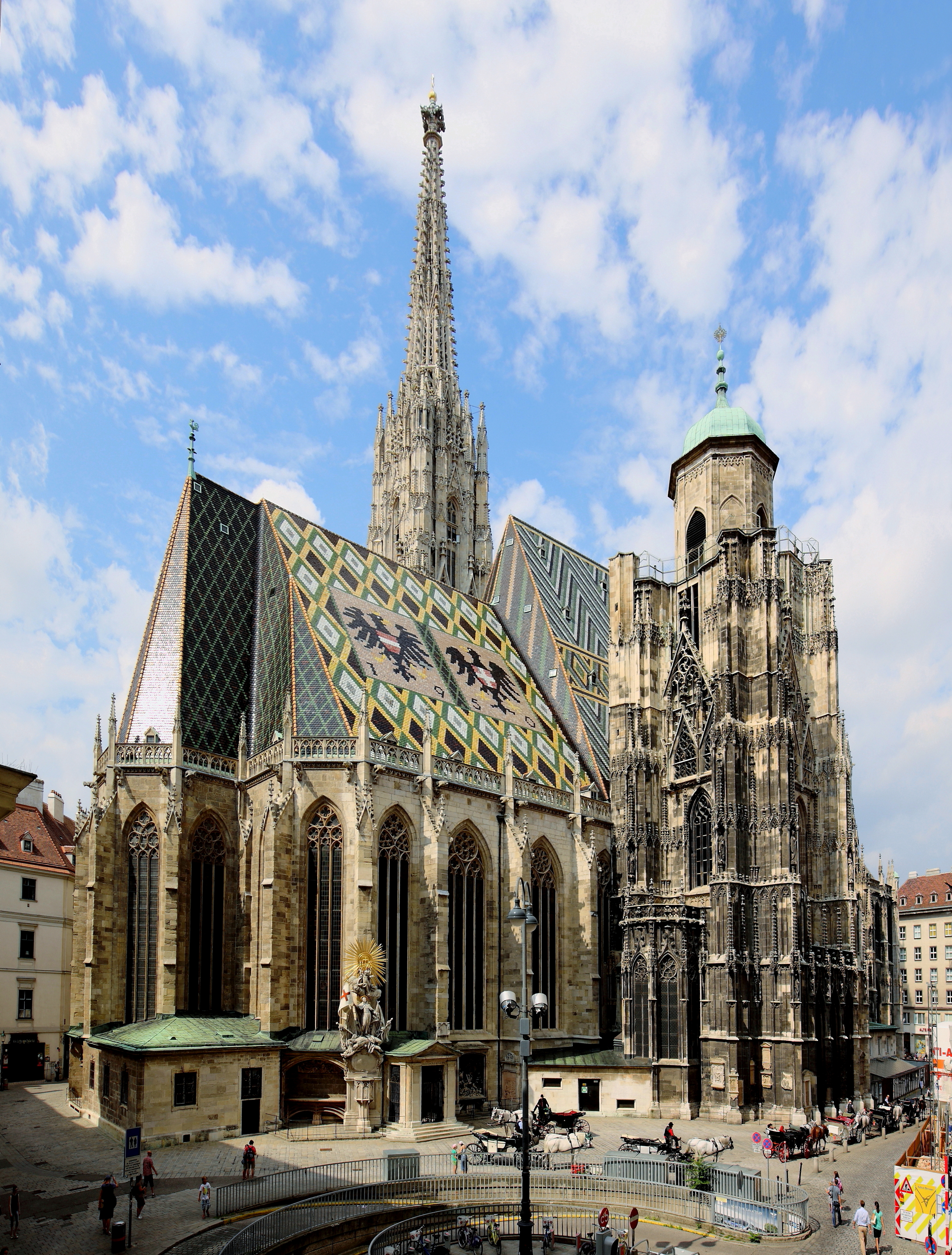
Widok katedry od strony północno-wschodniej

Za panowania króla Albrechta I zapadła decyzja wzniesienia nowego gotyckiego chóru. Prace rozpoczęto w 1304 r. W 1340 za panowania następcy Albrechta I, Albrechta II Kulawego poświęcono trójnawowy chór, zwany od imienia fundatora albertyńskim, w formie trójnawowej hali o szerokości dawnego romańskiego transeptu z prezbiterium na osi. Za czasów panowania Rudolfa IV (lata 1358-1365) w 1359 r. rozpoczęto budowę korpusu nawowego o odmiennej strukturze – w formie tzw. pseudohali (światło pada z okien naw bocznych niższych od nawy głównej) nakrytej wspólnym dachem. W celu zintegrowania dawnego westwerku z nawami dobudowano dwie kaplice przeznaczone dla fundatora. Po obu bokach transeptu zaczęto wznosić wieże z kaplicami, które pierwotnie miały mieć taką samą formę i wysokość, jednak w całości wzniesiono jedynie wieżę południową (lata budowy 1396-1433). W 1511 przerwano budowę wieży północnej. Za panowania Rudolfa IV powołano niezależną od biskupów Pasawy kapitułę katedralną pw. Wszystkich Świętych (obecnie drugie wezwanie świątyni). W 1469 r., za panowania cesarza Fryderyka III, podniesiono kościół do rangi katedry. Na pierwszego biskupa Wiednia wybrano Leo von Spaura.
Znamy imiona mistrzów budowlanych, oraz artystów, którzy realizowali tę – jedną z najważniejszych w Austrii – sakralnych inwestycji doby średniowiecza. Na koniec XIV w. przypada działalność Michaela Knaba, nadwornego architekta książąt Austrii, Wenzela Parlera, Petera von Prachtitza i jego syna Petera. Trzej ostatni wznieśli południową, wysoką na 137 metrów, wieżę. Prachtitzowie znali działającego w sąsiednich Czechach Petera Parlera i jego strzechę, stąd można odnaleźć wiele analogii do głównej realizacji Parlera, jaką jest katedra św. Wita w Pradze. Od 1440 r. znany jest Hans Buchshaum (Puxhaum), autor m.in. niedokończonej wieży północnej, sklepienia nawy głównej i przybudówki pod portalem południowym – tzw. Bramy Śpiewaków (Singertor). Zachowało się ponad 50 rysunków tegoż budowniczego. Elementy rzeźbiarskie oraz ambonę wzniósł Anton Pilgram, znany także m.in. w Brnie. Niedokończoną wieżę północną zwieńczono renesansowym hełmem.

### Dalsze dzieje
Od 1723 r. katedra jest siedzibą arcybiskupa wiedeńskiego. Na XIX w. przypada gruntowna konserwacja katedry. Od 1857 r. pracami kierował Leopold von Ernst, a następnie Friedrich von Schmidt (architekt wiedeńskiego ratusza). Dobudowano m.in. według zachowanych rysunków Hansa Puchshauma wimpergi, planowano także podwyższenie wieży północnej, ale ze względów technicznych i finansowych przeciwko tej koncepcji były władze Wiednia. Friedrich von Schmidt zastosował zachowawczą metodę konserwatorską rezygnując z purystycznej regotycyzacji, nie naruszając wystroju wnętrza z czasów późniejszych (m.in. barokowe ołtarze). II wojna światowa, a szczególnie walki o Wiedeń w 1945 r., spowodowały poważne zniszczenia katedry. Dzieła ruchome zostały ewakuowane, natomiast ambona i nagrobek Fryderyka III zostały zamurowane. Trwający trzy dni pożar zniszczył późnogotyckie stalle z 1487 r. – dzieło snycerza Rollingera. Odbudowa i konserwacja trwały aż do lat 80. XX w., przy czym kościół ponownie otwarto 23 kwietnia 1952. Prace konserwatorskie wciąż trwają, po skomplikowanych pracach nad wieżą południową w trakcie gruntownego remontu jest obecnie zachodnia fasada.

### Ikonografia
Katedra wiedeńska znana jest z licznych przekazów ikonograficznych sięgających jeszcze czasów budowy. W wiedeńskim Archiwum Państwowym (Staatsarchiv) zachowało się kilkanaście oryginalnych rysunków na pergaminie wykonanych przez niektórych architektów i budowniczych katedry, w tym Hansa Puschbauma. Są to plany sklepień korpusu nawowego, kaplic przywieżowych, przedsionków (m.in. rzut wieży północnej, zarys opracowania elewacji bocznych, przedsionka Bramy Śpiewaków) przekroje filarów międzynawowych, projekty elewacji zewnętrznych wraz ze szczegółowym opracowaniem detali architektonicznych, niezrealizowane wizje rozbudowy fasady zachodniej oraz projekt wieży północnej, który był przedmiotem rozważań dokończenia budowy wieży w XIX i XX w. Kilkakrotnie została uwieczniona w dziełach późnogotyckiego malarstwa tablicowego oraz grafiki. W sposób swobodny zinterpretował Hartmann Schedel charakterystyczną sylwetkę katedry w umieszczonej Liber chronicarum panoramie Wiednia. Katedra i wieża pojawia się kilkakrotnie w wedutach Bernarda Bellotto, w XIX w. była tematem dzieł takich malarzy jak Eduard Gurk, Carl Pippich, Jakub Ritter von Alt oraz jego syn Rudolf i wielu innych.

## Architektura
Jest to swego rodzaju trójnawowa pseudohala z mocno uwydatnionym starszym tzw. chórem albertyńskim z prezbiterium pośrodku oraz najstarszą częścią – dwuwieżowym masywem zachodnim. Wewnątrz znalazła się reprezentacyjna empora przeznaczone dla kapituły kościelnej (założona przez Rudolfa IV). Po bokach dobudowano prostokątne w planie przybudówki pierwotnie mieszczące m.in. skarbiec, gdzie król Rudolf IV przechowywał swój zbiór relikwii, za przybudówkami znajdują się wieloboczne w planie przedsionki z reprezentacyjnymi bramami Książęcą i Śpiewaków. Ponadto do wschodniej części korpusu nawowego przylegają wielkie wieże z kaplicami św. Barbary (po stronie północnej) oraz św. Katarzyny (po stronie południowej). Część wschodnia również posiada trzy nawy, przy czym boczne nawy są krótsze o jedno przęsło niż prezbiterium. Każda z nich jest zamknięta poligonalnie. Wnętrze korpusu nawowego nakryte jest sklepieniem sieciowym, natomiast chór albertyński sklepieniem krzyżowo-żebrowym. Profilowane żebra sklepień spływają na służki, które przylegają do potężnych wiązkowych filarów międzynawowych, oraz do murów obwodowych. Elementy konstrukcyjne posiadają także bogatą dekorację rzeźbiarską, która tworzą zworniki sklepień, wsporniki służek oraz kapitele filarów. W stosunku do korpusu nawowego chór albertyński jest niższy, co jest widoczne wewnątrz świątyni.
Widoczna z daleka charakterystyczna sylwetka katedry jest świadectwem znajomości gotyckiej sztuki budowlanej, która zrodziła się w Île-de-France, choć na tereny Austrii styl gotycki pojawił się stosunkowo późno. W całości katedra jest wzniesiona z ciosanego kamienia. Zachowane elementy romańskie zawierają bogatą rzeźbę architektoniczną, której największa ilość zachowała się w reprezentacyjnym wejściu zwanym Bramą Olbrzymów (Riesentor), który tworzy kruchta. Na jej elewacji znajdujemy liczne ornamenty roślinne, gryfy, ptaki, elementy fantastyczne, w niej romański portal z zachowanymi kolumnami romańskimi, w tympanonie przedstawienie Chrystusa w mandorli ze zwróconymi ku niemu dwoma aniołami po bokach. Widoczny jest wpływ rzeźby katedry w Bambergu. Proste bryły wielokondygnacyjnych wież zwieńczone są późniejszymi gotyckimi hełmami. Fasada zachodnia została świadomie zachowana podczas przebudowy katedry, co jest interpretowane jako gest pamięci o Babenbergach. Ponadto fundatorzy gotyckiej katedry, Habsburgowie, podkreślili metrykę w ramach aspiracji związanych z utworzeniem w Wiedniu samodzielnej diecezji. Elewacje północna i południowa z przylegającymi do nich kaplicami czytelnie obrazują poszczególne fazy rozbudowy katedry w XIV i XV w. Spójności dodaje galeria z balustradą wieńcząca oszkarpowane, zwieńczone wimpergami ściany boczne naw (z parzystymi ostrołukowymi oknami) oraz elewacje prezbiterium i wież. Wszystko to jest urozmaicone bogatym detalem z motywami charakterystycznymi dla dojrzałego gotyku. Są to liczne zoomorficzne zwieńczenia przypór, stylizowane gargulce oraz umieszczone pod nimi rzeźbione konsole. Nacisk na detal architektoniczny położono na elewacje wież bocznych, co najlepiej jest widoczne w wieży południowej, której podstawą jest kwadrat, przechodzący od 2/3 wysokości w ośmiobok. Oprócz zdumiewającej wysokości, jej wertykalność i plastyczność podkreśla bogactwo fiali oraz wimperg.

### Bramy Biskupia i Śpiewaków

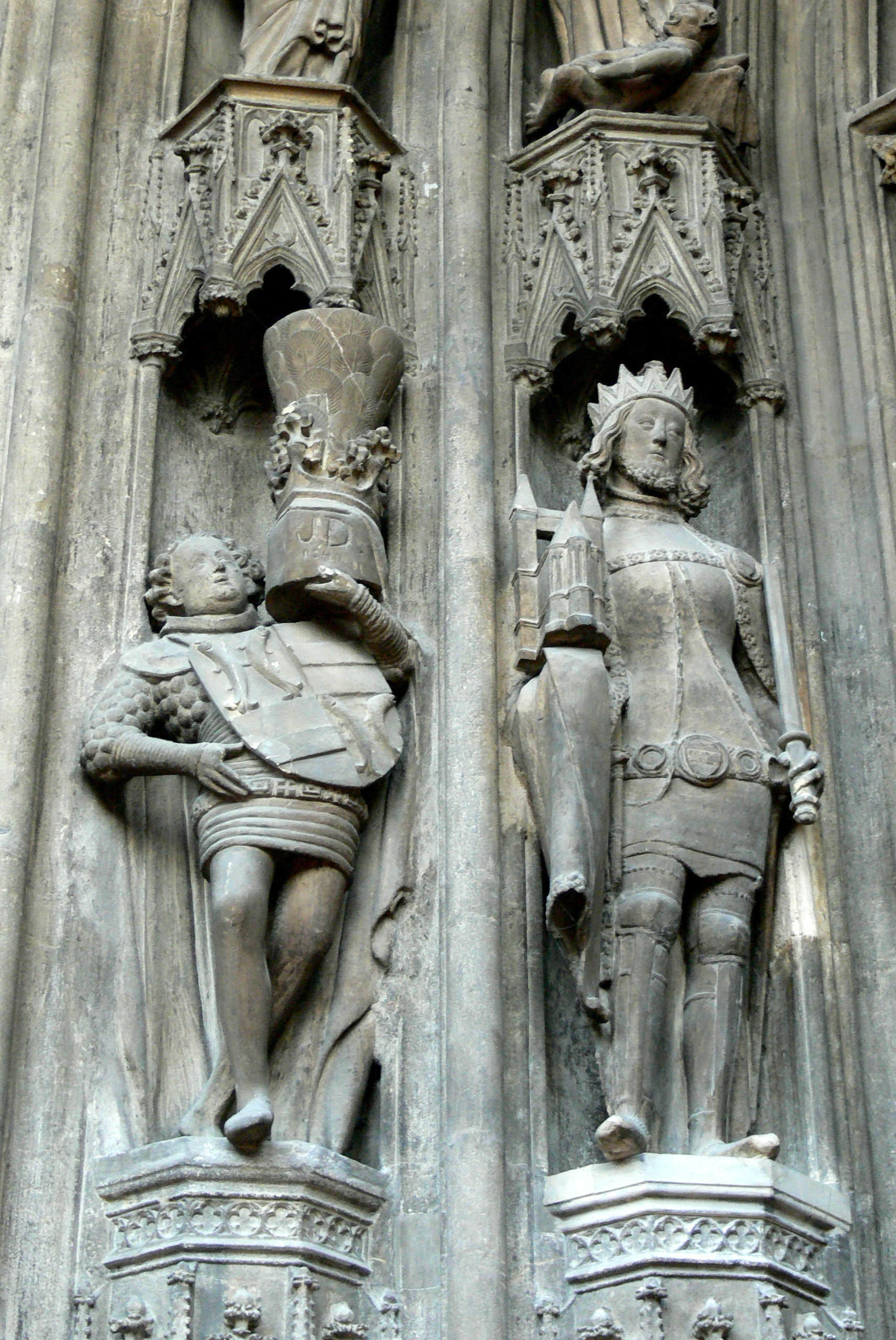
Fragment gotyckiego portalu Bramy Biskupiej z posągiem Rudolfa IV

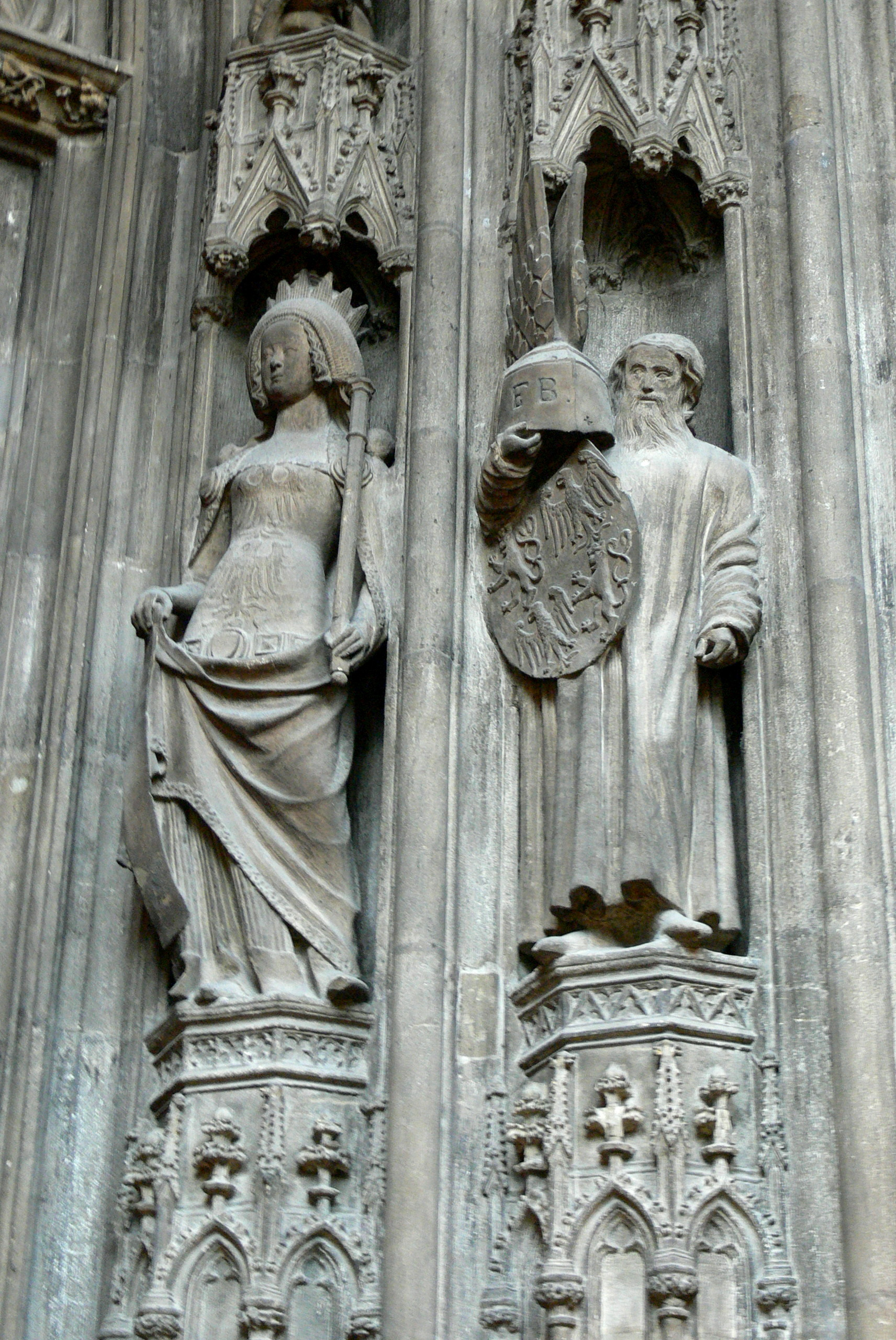
... i jego żony Katarzyny Luksemburskiej, asystują im heroldowie z tarczami herbowymi

Oprócz zachodniej Bramy Olbrzymów (pierwotnie otwierano ją wyłącznie dla cesarza) do wnętrza katedry wchodzi się innymi wejściami – dwa z nich wyróżniają się pod względem historyczno-artystycznym. Od strony północnej – brama Biskupia (Bischofstor), powstała w 1360 r. z gotyckim portalem. W tympanonie, gdzie kompozycja scen figuralnych jest podzielona na dwie kondygnacje, odnajdujemy na dole Zaśnięcie, powyżej Koronację NMP. Od strony południowej, znajduje się brama Śpiewaków (Singerstor), datowana na 2 poł. XIV w. z realistycznymi przedstawieniami na ościeżach, ukazani w strojach koronacyjnych książę Rudolf IV i Katarzyna Czeska. Cesarz jest przedstawiony jako fundator – trzyma model gotyckiej świątyni. Parze cesarskiej towarzyszą rycerze trzymający tarcze z herbami. Tympanom tworzy kilka szeregów scen z życia św. Pawła. Autor bramy Śpiewaków mógł znać parlerowskie portrety znajdujące się w chórze praskiej katedry św. Wita.

### Dachy i wieże
Charakterystycznym akcentem katedry są dachy o specyficznej barwnej dekoracji dachówek. Korpus nawowy i prezbiterium są przykryte dwoma osobnymi dachami. Szacuje się, iż powierzchnię wszystkich połaci dachów pokrywa około 230 000 glazurowanych dachówek. O ile dekoracja dachu korpusu nawowego ma charakter geometryczno-ornamentalny, w przypadku nakrycia prezbiterium układ dachówek tworzy dekorację figuralną, którą są po dwa cesarskie orły, z herbami Habsburgów i miasta Wiednia. Dawna konstrukcja dachowa pod koniec II wojny światowej uległa znacznym uszkodzeniom została zastąpiona konstrukcją stalową.
Ponad dachami katedry wznoszą się cztery wieże: dwie oktagonalne, wtopione w bryłę zachodniej części pochodzącej z dawnej romańskiej świątyni Babenbergów oraz para monumentalnych wież przylegających doń do naw bocznych. Usytuowane przy ostatnim przęśle korpusu nawowego wieże mają w przyziemiu plan kwadratu, w dolnych kondygnacjach umieszczone są wejścia do wnętrza kościoła.
Wysoka na 68 m (223 ft) wieża północna pierwotnie miała mieć formę co południowa, jednakże w 1511 r. prace nad budową wieży przerwano i nigdy jej nie dokończono. W 1578 wieża otrzymała prowizoryczną górną kondygnację zwieńczoną baniastym hełmem. Kondygnacja ta mieści trzeci co do wielkości wiszący dzwon w Europie – Pummerin.
Dominantą katedry jest południowa wieża o wysokości blisko 137 metrów (445 stóp). Mieszkańcy Wiednia nazywają potocznie wieżę Steffl (zdrobnienie imienia Szczepan). Budowa jej trwała 65 lat, od 1368 do 1433. Podczas oblężeń miasta w 1529 oraz 1683 r. stanowiła główny punkt obserwacyjny, ponadto znajdował się w niej punkt komendanta, który zarządzał obroną miejskich obwarowań, po odbudowie ze zniszczeń wojennych, od 1955 r. stała się ogólnodostępnym punktem widokowym. Na jej szczycie znajduje się dwugłowy orzeł cesarski – godło Habsburgów, na jego piersiach umieszczony jest w tarczy herbowej podwójny krzyż, który nie tylko odnosi się do statutu arcybiskupiej świątyni, lecz również do dualistycznej monarchii austro-węgierskiej.

### Wymiary katedry
Wiedeńska katedra ma następujące wymiary:
- długość: 107,2 m.
- szerokość: 34,2 m.
- wysokość naw bocznych: 22,4 m.
- wysokość nawy głównej: 28,0 m.
- wysokość prezbiterium: 22,4 m.
- wieża południowa – tzw. Steffl: 136,44 m.
- wieża północna: 68,3 m.
- wysokość wież fasady zachodniej: 66,3 m. oraz 65,3 m.
- wysokość dachu (wraz z kalenicą): 47,85 m.

## Dzwony

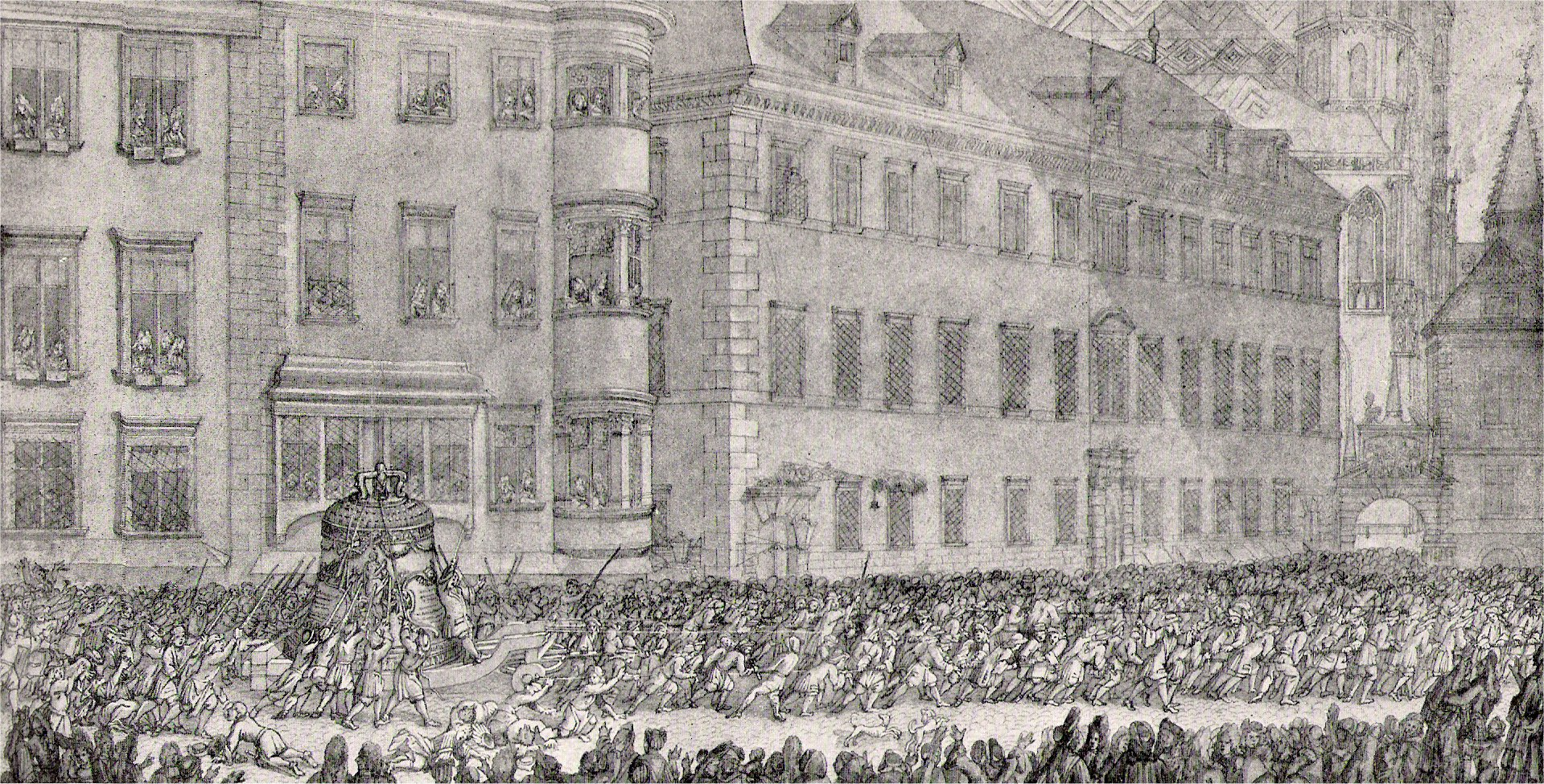
Uroczysta prezentacja dzwonu Pummerin w 1711 r.

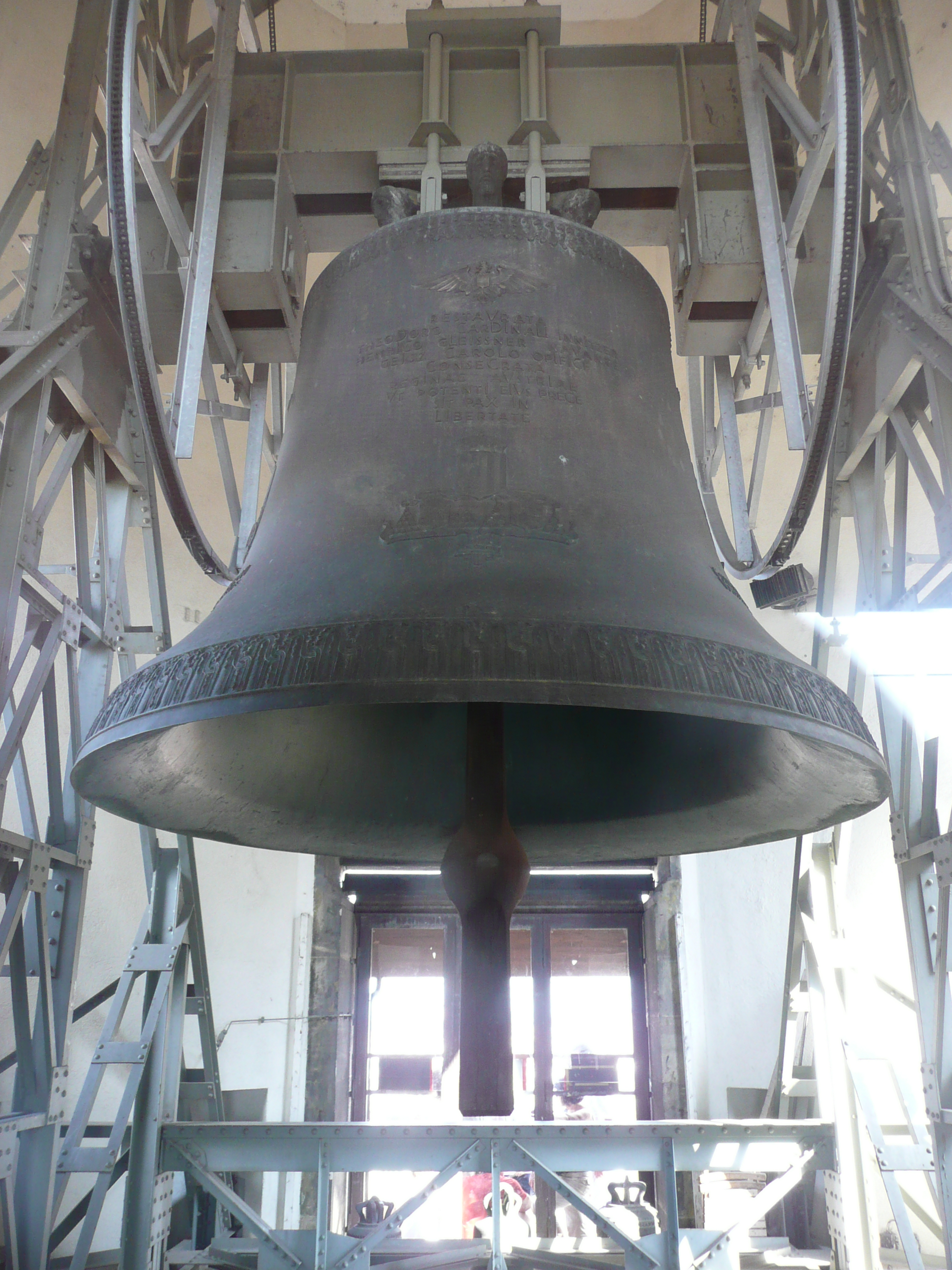
Pummerin

Wewnątrz czterech wież katedry wiszą 22 dzwony z lat 1280-1960. Najsławniejszym dzwonem jest Dzwon Marii Panny bardziej znany jako Pummerin, który wisi w górnej kondygnacji wieży północnej. Jest to największy dzwon Austrii i trzeci co do wielkości bijący dzwon w Europie. Dzwon został odlany w 1711 za pontyfikatu biskupa Franza Ferdinanda Freiherra von Rummel. Odlano go z tureckich armat zdobytych podczas Odsieczy Wiedeńskiej. Po zniszczeniu katedry w 1945 r. w wyniku pożaru spowodowanego przez działania wojenne, Pummerin ponownie odlano w 1951 r. z resztek pierwotnego spiżu. Obecny dzwon waży 20,13 tony, wysoki na 2,15 m, bije w główne uroczystości kościelne oraz na Nowy Rok. Zespół jedenastu dzwonów zwanych świątecznymi – Festgeläut wisi wewnątrz Steffla. Wszystkie dzwony odlała w 1960 ludwisarnia Pfundner. Największy z nich, Szczepan, znany jest także jako Półpummerin (Halbpummerin). Spośród nich trzy biją codziennie na msze w dni powszechne oraz na Anioł Pański. W górnej części Steffla wiszą także dwa dzwony zegarowe – Uhrschelle oraz Primglöcklein. Ponadto dzwony wiszą na wieżach zachodnich. Pięć dzwonów wisi na wieży północno-zachodniej. Pozostałe trzy wiszą na wieży południowo-zachodniej, wśród nich Mały Dzwon (Kleine Glocke), datowany na schyłek XIII w. Jest to najstarszy dzwon katedry.
| Nr | Nazwa                                   | Dźwięk (1/8) | Masa (kg)          | Średnica (cm) | Rok odlania | Ludwisarz                  | Wieża     |
| 1  | Pummerin                                | c0 +4        | 20130 (serce: 613) | 314           | 1951        | St. Florian                | Północna  |
| 2  | Szczepan (Halbpummerin)                 | g0 +6        | 5221,5             | 198,7         | 1960        | Pfunder                    | Steffl    |
| 3  | Leopold                                 | c1 +6        | 2193               | 150,6         | 1960        | Pfunder                    | Steffl    |
| 4  | Krzysztof                               | es1 +6       | 1286               | 125,7         | 1960        | Pfunder                    | Steffl    |
| 5  | Leonard                                 | f1 +6        | 956                | 112           | 1960        | Pfunder                    | Steffl    |
| 6  | Józef                                   | g1 +6        | 593                | 100           | 1960        | Pfunder                    | Steffl    |
| 7  | Piotr Kanizjusz                         | b1 +6        | 388                | 86            | 1960        | Pfunder                    | Steffl    |
| 8  | Pius X                                  | c2 +6        | 266,9              | 75            | 1960        | Pfunder                    | Steffl    |
| 9  | Dzwon Wszystkich Świętych               | d2 +6        | 261,4              | 71            | 1960        | Pfunder                    | Steffl    |
| 10 | Klemens Maria Hofbauer                  | f2 +6        | 108,9              | 56            | 1960        | Pfunder                    | Steffl    |
| 11 | Archanioł Michał                        | a2 +6        | 63,9               | 45            | 1960        | Pfunder                    | Steffl    |
| 12 | Tarsycjusz                              | c3 +6        | 44,4               | 39            | 1960        | Pfunder                    | Steffl    |
| 13 | Uhrschelle                              | cis1 +2      | ~1500              | 149           | 1449        | J. Straiffing & P. Obrecht | Steffl    |
| 14 | Primglöcklein                           | g2 −2        | ~140               | 60            | 1771        | Franz Josef Scheichel      | Steffl    |
| 15 | Feuerin (Feuer- oder Ratsglocke)        | es1 ±0       | ~1750              | 141           | 1879        | Friedrich Gössner          | Pn.-zach. |
| 16 | Kantnerin oder Gnandt (Genanntenglocke) | es1 +2       | ~1250              | 130           | 1772        | Franz Josef Scheichel      | Pn.-zach. |
| 17 | Feringerin                              | ges1 +2      | ~750               | 110           | 1772        | Franz Josef Scheichel      | Pn.-zach. |
| 18 | Bieringerin (Bierglöckl)                | as1 +2       | ~530               | 98            | 1772        | Franz Josef Scheichel      | Pn.-zach. |
| 19 | Churpötsch                              | c2 +5        | ~290               | 79            | 1772        | Franz Josef Scheichel      | Pn.-zach. |
| 20 | Speisglocke                             | c2 ±0        | ~240               | 73,5          | 1746        | Joh. Josef Pfrenger        | Pd.-zach. |
| 21 | Zügenglocke                             | es2 −3       | ~150               | 65            | 1830        | Bartholomäus Kaffel        | Pd.-zach. |
| 22 | Mały Dzwon                              | g2 +4        | ~180               | 62            | ok. 1280    | Konrad von München         | Pd.-zach. |

## Wystrój wnętrza katedry
Pomimo burzliwej historii świątyni jej wnętrze cechuje się bogactwem wystroju, który tworzą liczne dzieła rzeźby i malarstwa z czasów średniowiecznych i nowożytnych.

### Ołtarz główny
Spośród kilkunastu barokowych ołtarzy wyróżnia się ołtarz główny z 1647 r. z obrazem pędzla Tobiasa Potzla przedstawiający ukamienowanie św. Szczepana. Obraz przedstawia oprócz biblijnego wątku sferę niebiańską, gdzie ukazany jest Chrystus trzymający krzyż symbolizujący jego cierpienie i męczeńską śmierć. Ołtarz, który w swojej formie nawiązuje do idei Porta-Coelis (Bramy Niebiańskiej) powstał w ciągu sześciu lat od 1641. Zleceniodawcą był ówczesny biskup Wiednia Philipp Friedrich Graf Breuner. Nastawę ołtarzową wykonano z trzech rodzajów marmuru, który został sprowadzony z Polski oraz Styrii i Tyrolu. Dolną kondygnację zdobią posągi świętych Leopolda, Floriana, Sebastiana i Rocha. W górnej kondygnacji znajduje się obraz przedstawiający Wniebowzięcie NMP. Na zwieńczeniu rzeźba Madonny z Dzieciątkiem.

### Ołtarz z Wiener Neustadt
Gotycki poliptyk z Wiener Neustadt wykonany na zamówienie Fryderyka III dla opactwa cysterskiego w Viktring (okolice Klagenfurtu), rzeźbiony w drewnie i polichromowany, gł. scena składa się z dwóch części, na dole ukazano Matkę Bożą z Dzieciątkiem i świętymi Katarzyną i Barbarą w typie Sacra Conversazione, górną partię tworzy przedstawienie Koronacji NMP. Na rewersach malowane sceny z życia NMP i Chrystusa, oraz wizerunki świętych apostołów, męczenników i dziewic. Nazwę swoją zawdzięcza miejscowości położonej w Dolnej Austrii, gdzie znajdował się od 1786 do 1885.

### Nagrobek Fryderyka III
Gotycki grobowiec Fryderyka III wykonany z czerwonego marmuru zaprojektowany i wykonany został przez Mikołaja Gerhardta z Lejdy, przypuszczalnie nauczyciela Wita Stwosza, a następnie dokończony przez Maksa Welmeta i Michaela Tichera, przedstawiający m.in. na tumbie wizerunek leżącego władcy w stroju koronacyjnym, trzymających w rękach insygnia – miecz i jabłko królewskie.

### Kazalnica
Późnogotycka kazalnica wykonana została z piaskowca w 1513. Pod schodami ambony znajduje się autoportret artysty ukazany w sposób bardzo realistyczny, tworzący jednocześnie scenę rodzajową – patrzy się na widza przez okno, wyciągając na zewnętrzny jego parapet naostrzone dłuto. Najprawdopodobniej jest to autoportret Antona Pilgrama, przy czym istnieje inna wersja iż twórcą dzieła był Mikołaj z Lejdy. Nad oknie widnieje gmerk artysty. Sama ambona posiada bogatą dekorację na którą tworzą formy gotyckiej architektury. Wśród licznych rzeźb i reliefów wyróżniają się popiersia czterech Ojców Kościoła, świętych: Hieronima, Augustyna, Ambrożego oraz Grzegorza.

### Tzw. Dienstbotenmadonna i zespół gotyckich figur w chórze

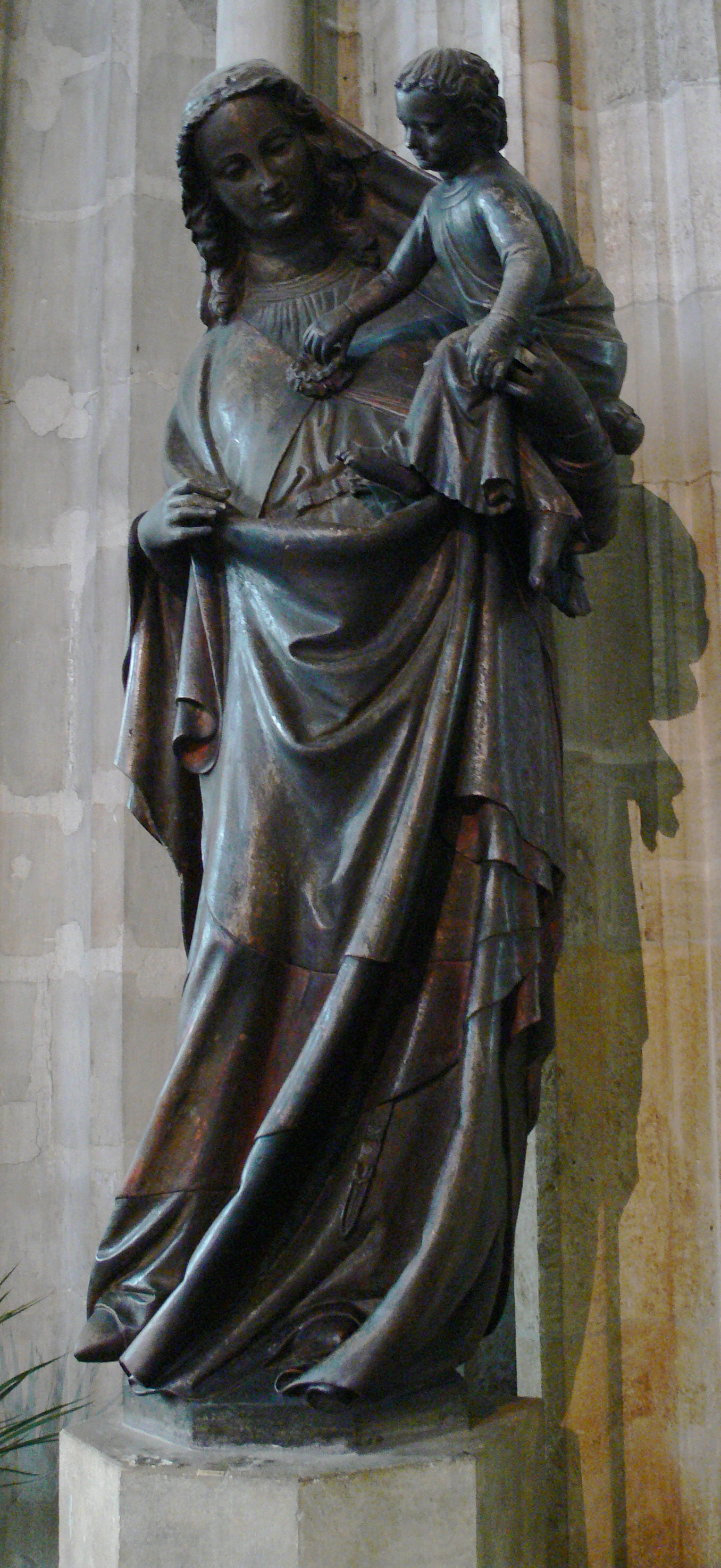
Dienstbotenmadonna

Zespół gotyckich rzeźb w prezbiterium – najstarsze pochodzą z 1 ćw. XIV w. Pierwotnie rzeźby znajdowały się na konsolach przy filarach i na ścianach chóru, które tworzyły monumentalny cykl ikonograficzny Wszystkich Świętych jako Communio sanctorum. Częściowo zachowany do dziś zespół figur podzielono na trzy cykle – Maryjny (nawa pn. chóru), Wszystkich Świętych (nawa środkowa – prezbiterium) oraz Apostolski (nawa południowa). Wśród zachowanych rzeźb m.in. dwa przedstawienia Marii, pierwsza z nich zdradzająca jeszcze formy romańskie, drugą, z 1330 cechuje typowy dla dojrzałego gotyku niemieckiego realizm. Jest to tzw. Dienstbotenmadonna – Madonna Służebniczka – drewniana figura Marii z Dzieciątkiem, prawdopodobnie wykonana na terenie Nadrenii lub Francji. Postaci cechuje wytworność i elegancja, Maryja odziana jest w szaty o płynnych draperiach.

### Chrzcielnica
Gotycka chrzcielnica z płaskorzeźbami przedstawiającymi Jezusa z Dwunastoma Apostołami i św. Szczepanem, jest datowana na lata 1476-1483. Na stopie przedstawienia Czterech Ewangelistów. Dzieło to znajduje się w kaplicy św. Katarzyny.

### Inne dzieła
- Późnogotycki balkon w północnej nawie, datowany na 1513; jego podstawę tworzy misternie sklepiona struktura, krzywobieżne żebra spływają na wspornik, na którym widnieje rzeźbiony portret A. Pilgrama, trzymającego kątomierz i cyrkiel.
- Południowy chór, późnogotycki, przypisywany A. Pilgramowi; struktura architektoniczno-rzeźbiarska; pod chórem umieszczono niewielką kaplicę z XVIII w. ołtarzem św. Leonarda
- Późnogotycki obraz z 1493 przedstawiający koronowaną przez anioły Madonnę z Dzieciątkiem, trzymającym jabłko.
- Konsola z przedstawieniem Jezusa jako Vir Dolorum; twarz Zbawiciela cechuje silny grymas; według legendy został tu ukazany Jezus cierpiący na ból zęba.
- Kilka XIV-wiecznych witraży.

## Mauzoleum Habsburgów
W podziemiach katedry mieści się krypta, w której spoczywają władcy Austrii oraz osobistości związani z austriacką linią Habsburgów. Katedra jest jednym z dwóch miejsc spoczynku władców Austrii (drugim jest tzw. Krypta Cesarzy w podziemiach kościoła Kapucynów).
1. Fryderyk III Piękny, książę Austrii, antykról i król Niemiec (1289 – 13 stycznia 1330)
2. Księżna Elżbieta (1317 – 23 października 1336) – (córka króla Fryderyka III)
3. Fryderyk III, książę Austrii (31 marca 1347 – 10 grudnia 1362)
4. Rudolf IV, arcyksiążę Austrii (1 listopada 1339 – 27 lipca 1365)
5. Arcyksiężna Katarzyna (1342 – 10 stycznia 1381) – (córka księcia Albrechta II)
6. Katarzyna Luksemburska (1342 – 25 kwietnia 1395) – (żona Rudolfa IV)
7. Albrecht III, arcyksiążę Austrii (9 września 1348 – 29 sierpnia 1395)
8. Albrecht IV, arcyksiążę Austrii (21 września 1377 – 14 września 1404)
9. Joanna Zofia Bawarska (1373 – 15 listopada 1410) – (żona Albrechta IV)
10. Beatrix z Zollern (1289 – 10 czerwca 1414) – (żona Albrechta III)
11. Arcyksiążę Jerzy (16 lutego 1435 – 16 lutego 1435) – (syn Albrechta II)
12. Wilhelm Habsburg, arcyksiążę Austrii (1370 – 15 lipca 1406)
13. Leopold IV, arcyksiążę Austrii (1371 – 3 czerwca 1411)
14. Albrecht VI, arcyksiążę Austrii (18 grudnia 1418 – 2 grudnia 1463)
15. Arcyksiążę Ferdynand (28 marca 1551 – 25 czerwca 1552) – (syn cesarza Maksymiliana II)
16. Elżbieta Habsburg, królowa Francji (5 czerwca 1554 – 22 stycznia 1592) – (żona Karola IX króla Francji)
17. Nieznany książę (20 stycznia 1557) – (syn cesarza Maksymiliana II)
18. Arcyksiężna Maria (19 lutego 1564 – 26 marca 1564) – (córka Maksymiliana II)
19. Eleonora Gonzaga, królowa Niemiec (23 września 1598 – 27 czerwca 1655) (druga żona cesarza Ferdynanda II)

Ponadto katedralna krypta jest miejscem pochówku arcybiskupów wiedeńskich oraz dwóch artystów austriackich doby baroku – Johanna Lucasa von Hildebrandta (14 listopada 1668 – 16 listopada 1745) oraz Johanna Bernharda Fischera von Erlach (20 lipca 1656 – 5 kwietnia 1723).

## Sanktuarium maryjne

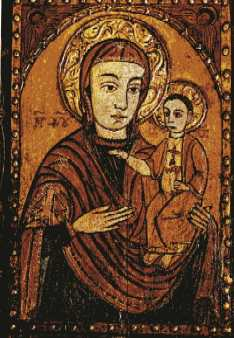
Obraz Matki Boskiej z Pócs

Od końca XVII w. wiedeńska katedra jest ważnym ośrodkiem kultu maryjnego.
Obraz „Matki Boskiej z Pócs” (niem. Maria Pötsch, Maria Pócs) jest otoczoną wielkim kultem ikoną Marii z Dzieciątkiem w typie Hodegetrii, o wymiarach 50x70 cm. Pod względem artystycznym należy do prowincjonalnego karpacko-ruskiego kręgu artystycznego. Namalowany został według tradycji 1676 jako wotum dla greckokatolickiej cerkwi w Máriapócs (dawniej węg. Pócs) we wschodnich Węgrzech. Czczony był jako ikona płacząca i palladium, dzięki któremu arcyksiążę Eugeniusz Sabaudzki odniósł zwycięstwo nad Turkami pod Zentą. Na rozkaz cesarza Leopolda I w tryumfalnej kilkumiesięcznej procesji ikona została sprowadzona do Wiednia, gdzie została uznana patronką miasta. Z tej okazji cesarzowa Eleonora złożyła bogate dary, by nowy kult otrzymał jak najwystawniejszą oprawę. W latach 1697–1945 obraz był umieszczony w ołtarzu głównym, a po powojennej odbudowie katedry od 1954 znajduje się pod późnogotyckim baldachimem ołtarzowym z 1515 w nawie południowej. Miejsce to nadal przyciąga wielu wiernych.
4 grudnia 1955 św. Josemaría Escrivá de Balaguer, założyciel Opus Dei, modlił się przed „Gwiazdą Wschodu” (Stella Orientis) o rozszerzenie swej misji na kraje Europy Wschodniej, co po latach zostało w pełni zrealizowane. Na Węgrzech, w narodowym sanktuarium maryjnym w Máriapócs, jest czczona ikona z 1707, będąca kopią oryginału.

## Pozostałe informacje
- W starszej literaturze popularnej występuje pod błędnym wezwaniem Św. Stefana – papieża lub, bardziej prawdopodobnie, króla, patrona Węgier. Błędne wezwanie katedry przeplata się z poprawnym tak w literaturze, jak i w mediach. Do pogłębiania problemu przyczynia się to, że imiona Stefan i Szczepan w większości innych języków nie są różnicowane.
- Wizerunek katedry umieszczony jest na austriackiej monecie 10-centowej.
- Katedra była miejscem ślubu i pogrzebu Wolfganga Amadeusa Mozarta.
- Podczas pielgrzymki do Austrii w sierpniu 2007 Benedykt XVI odprawił tu uroczyste nabożeństwo. Podczas pielgrzymki w 1983 do Austrii Jana Pawła II odprawił on w niej mszę św.
- Nagrywany był tutaj koncert Sarah Brightman pt. „Symphony: Live in Vienna” zainspirowany jej albumem „Symphony”

## Polonica
- Na lewo od prezbiterium zachował się wmurowany w ścianę nagrobek zmarłego w 1444 roku Aleksandra księcia mazowieckiego, który był piątym (najmłodszym) pod względem starszeństwa synem księcia płockiego – Siemowita IV i Aleksandry litewskiej, siostry króla Polski – Władysława Jagiełły. Książę był w chwili śmierci biskupem trydenckim, patriarchą Akwilei, kardynałem Kościoła św. Wawrzyńca w Damaszku (tytularnie), biskupem w Chur (tytularnie) i proboszczem Katedry św. Szczepana.

## Galeria

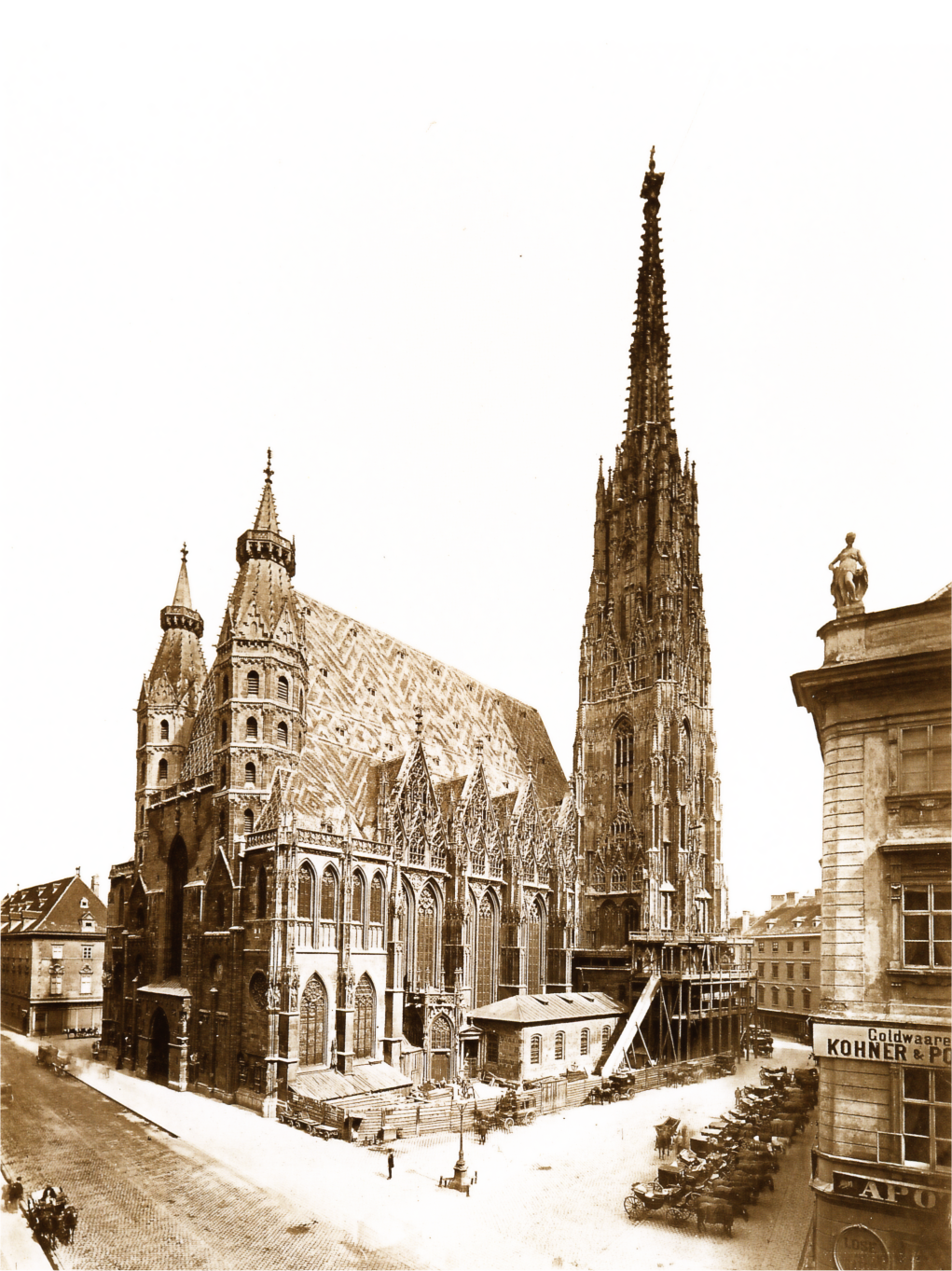
Widok ogólny katedry (dagerotyp z 1870.)
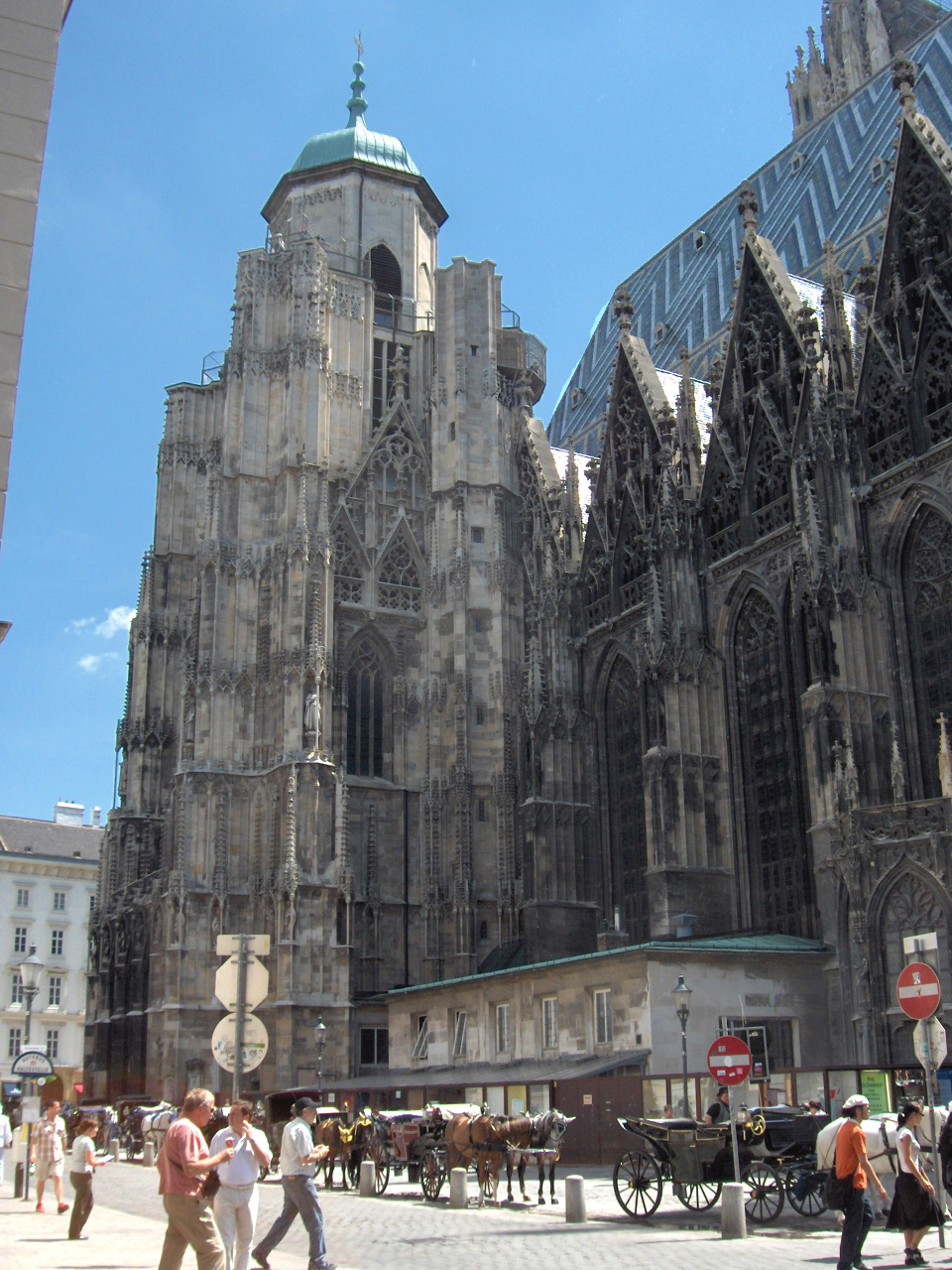
Wieża północna
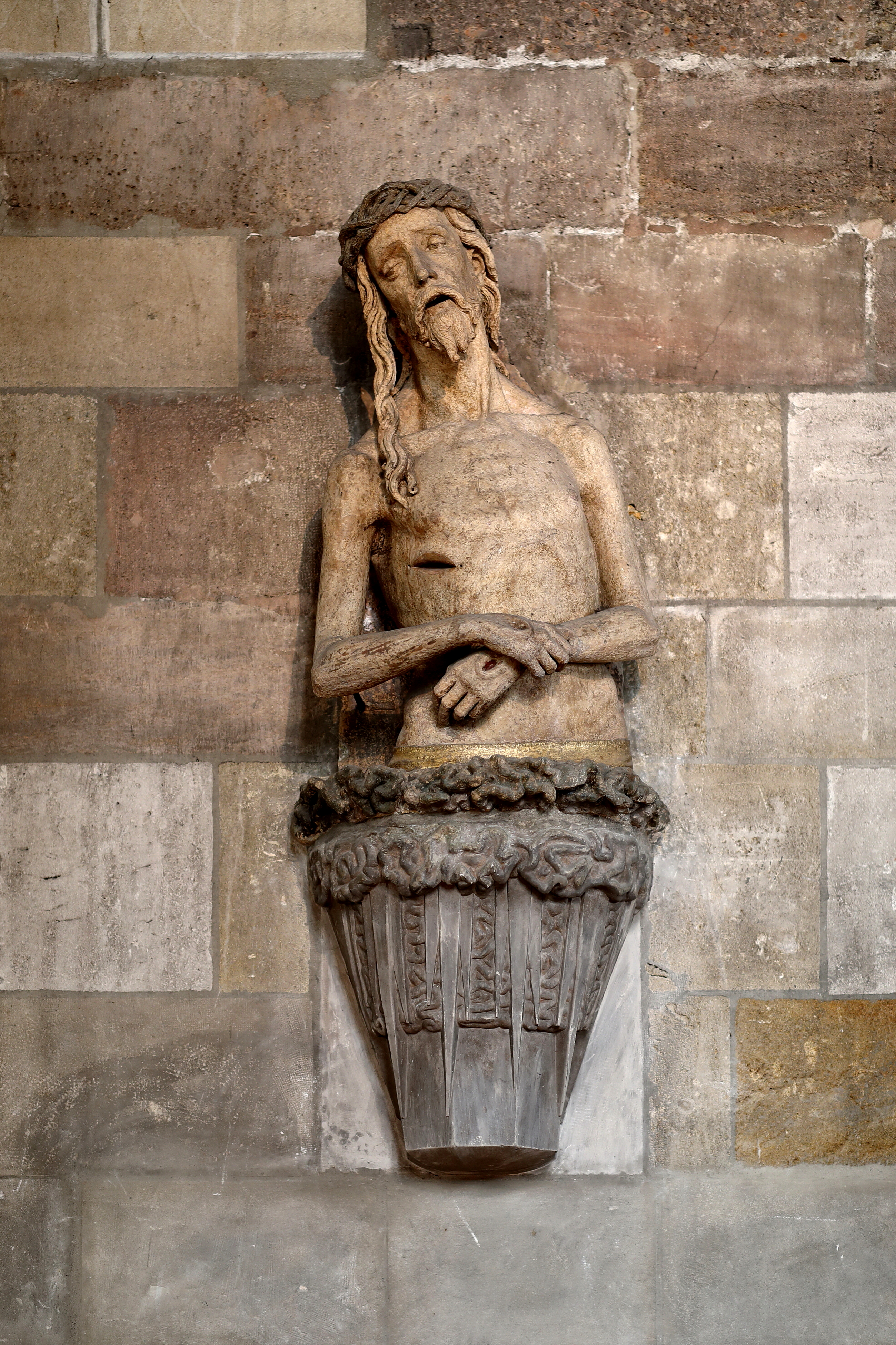
Rzeźba Vir Dolorum
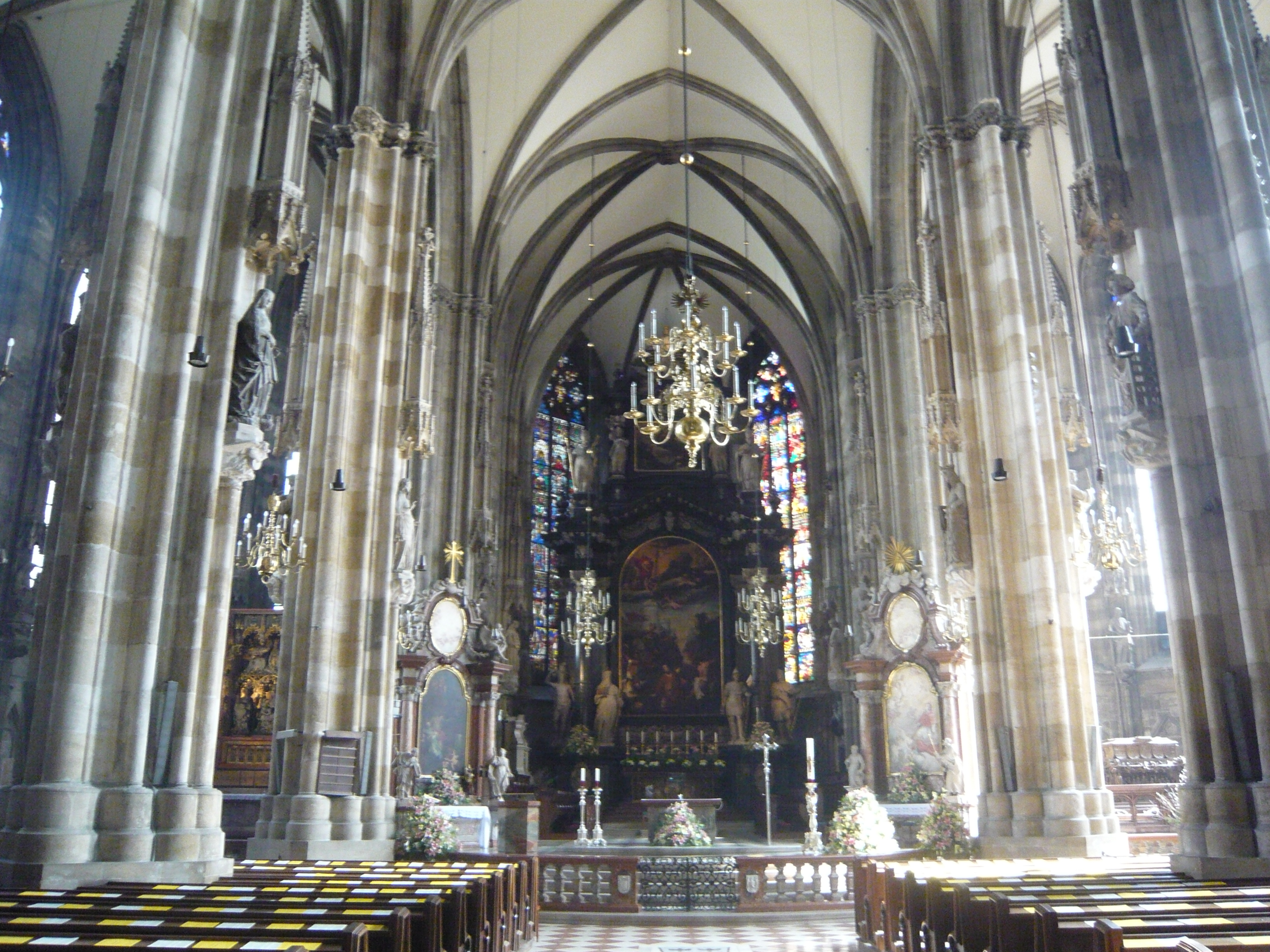
Prezbiterium
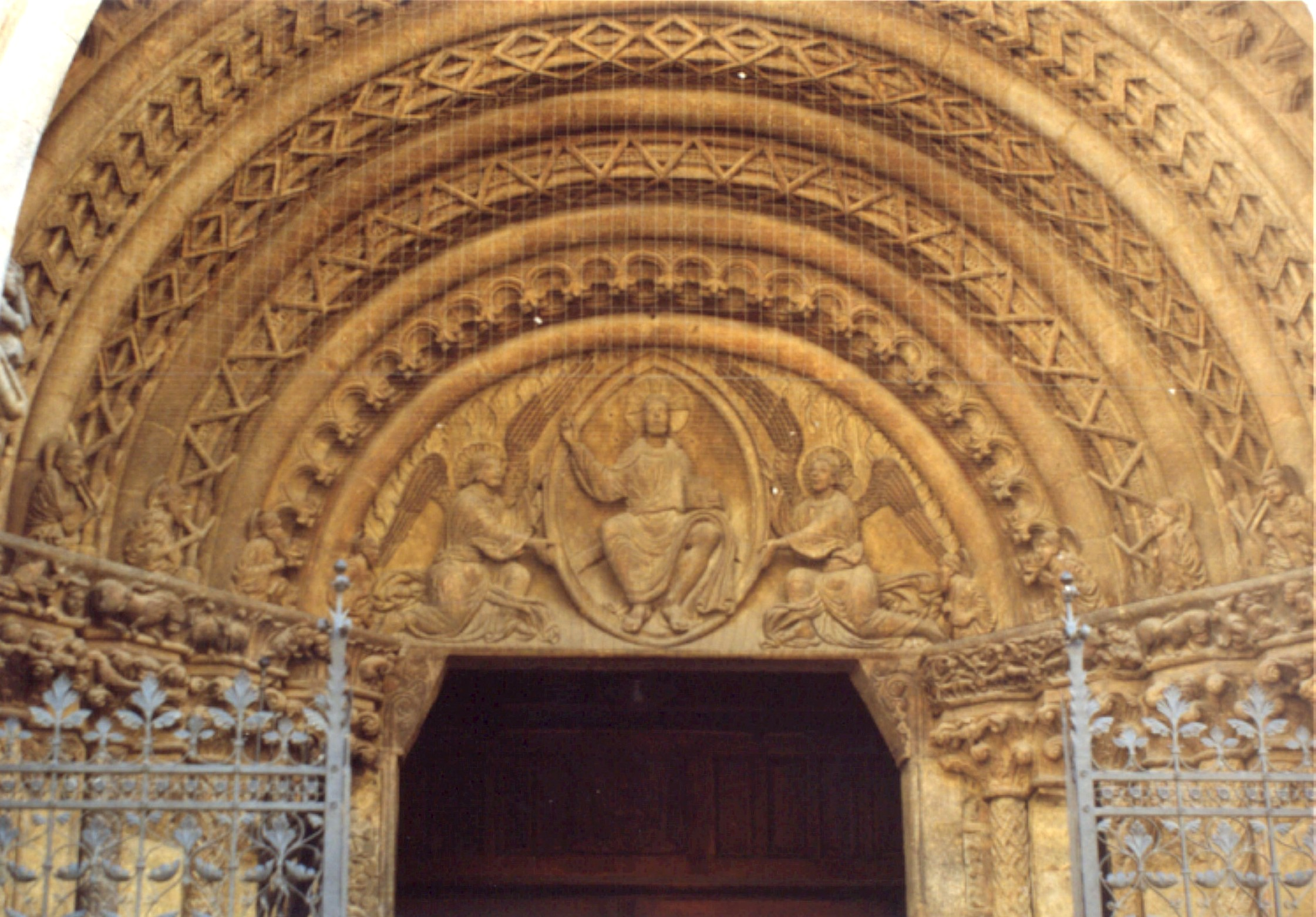
Fragment Bramy Olbrzymów
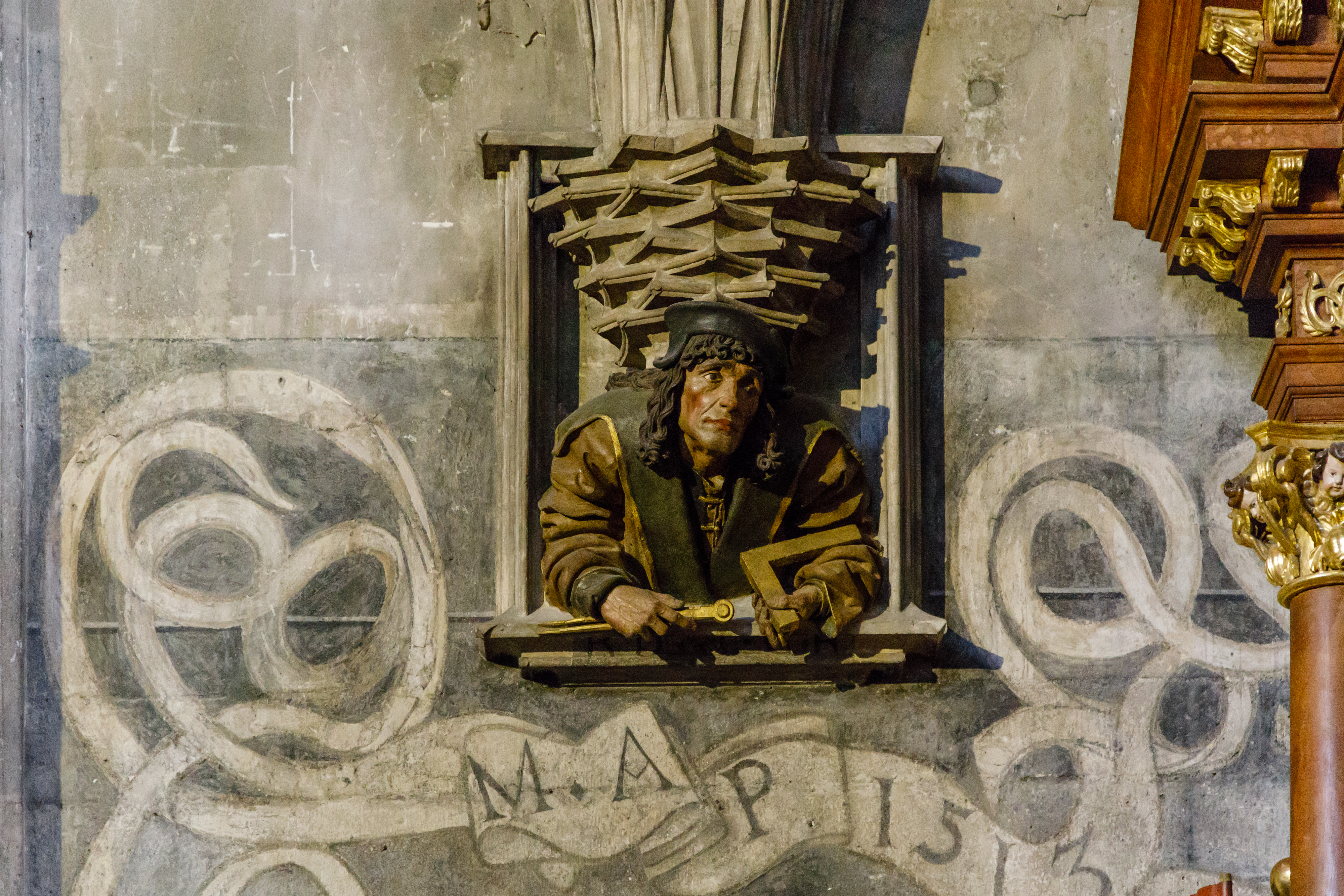
Portret Anton Pilgrama
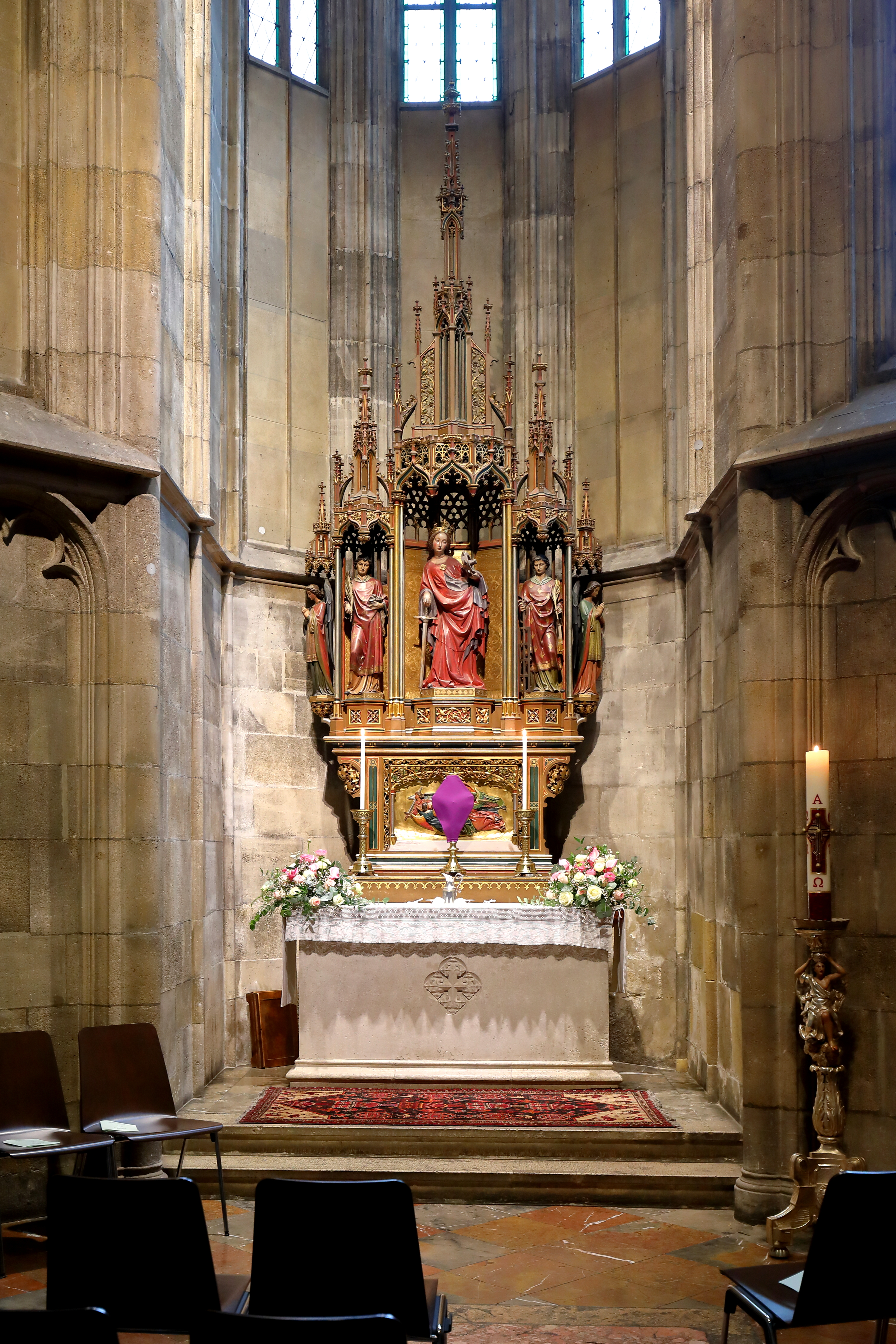
Kaplica Św. Katarzyny
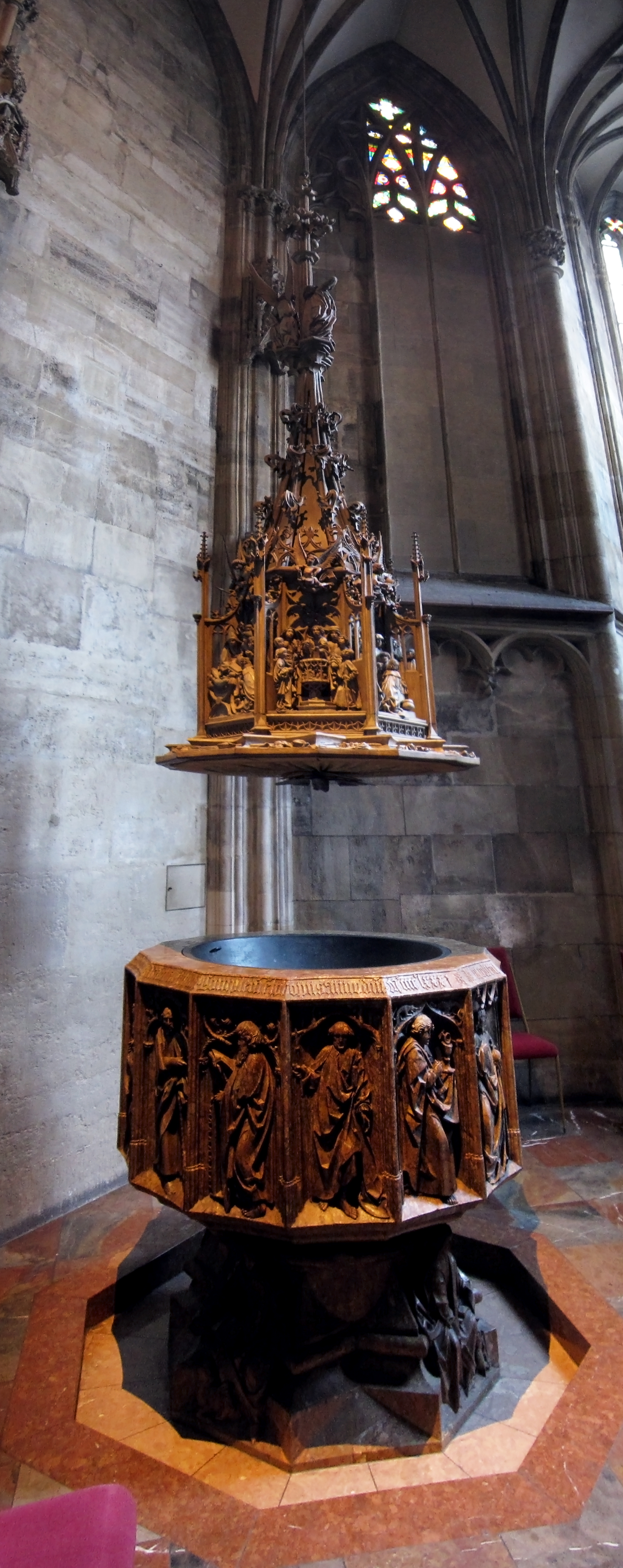
Gotycka chrzcielnica
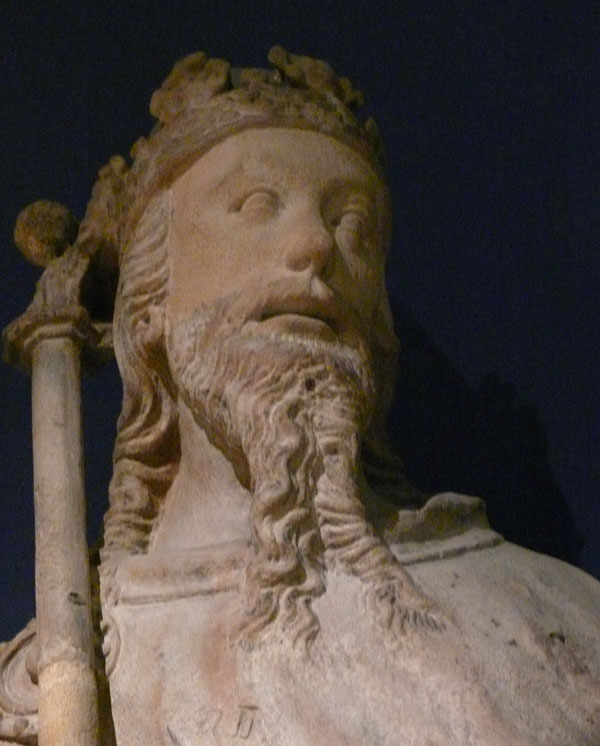
Fragment posągu Karola IV
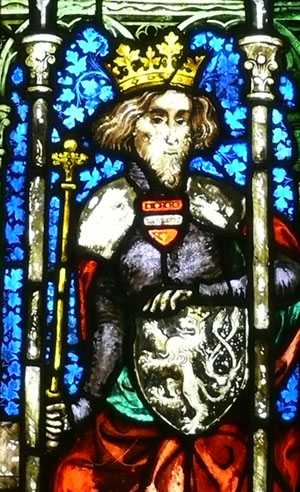
Witraż z wizerunkiem Rudolfa I Habsburga
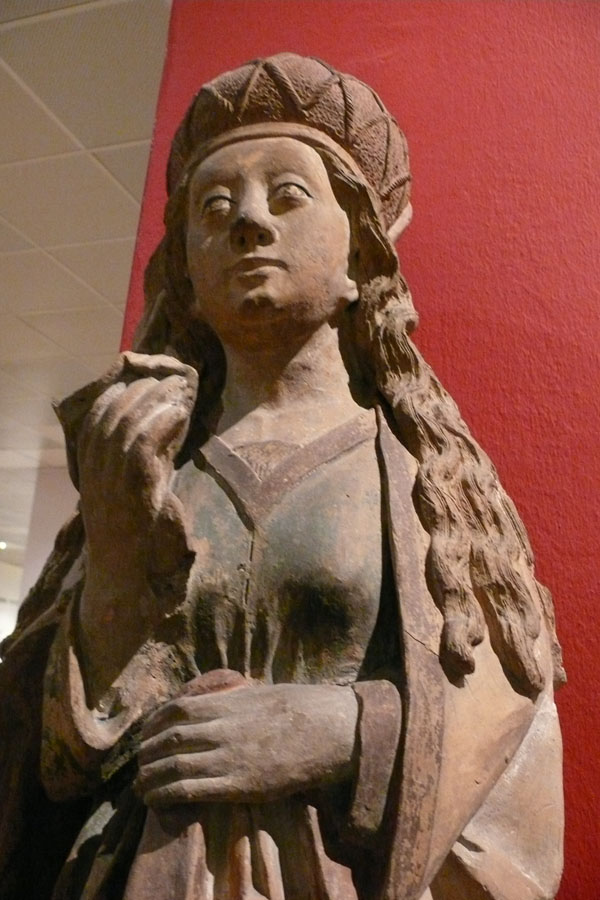
Figura Marii Magdaleny z 1460
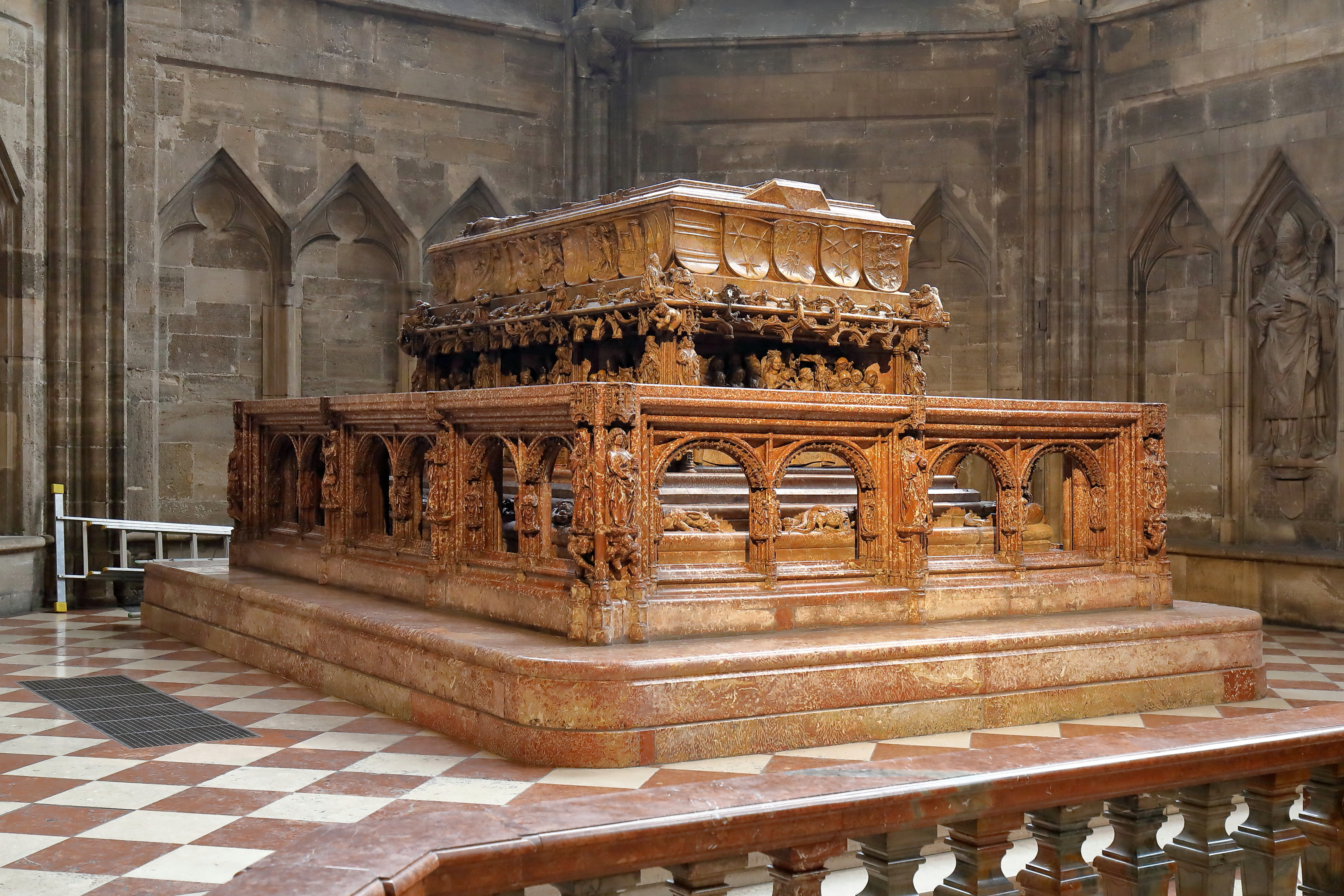
Nagrobek cesarza Fryderyka III Habsburga